# Rainer Funk
Rainer Funk, född den 18 februari 1943 är en tysk psykoanalytiker med Erich Fromms tänkande och verksamhet som specialområde.